# Niloufar Bayani
Niloufar Bayani, en persa: نیلوفر بیانی‎ , (Teherán, 1986) es una investigadora y activista iraní dedicada a la biología de la conservación de la vida silvestre. Fue condenada en 2019 por espionaje por las autoridades iraníes en un juicio a puerta cerrada en Irán y recibió una sentencia de 10 años de prisión.

## Biografía
Niloufar Bayani nació en 1986 en Teherán, Irán. Bayani se graduó en 2009 de la Universidad McGill en Canadá como licenciada en Biología y tiene un Master en Biología de Conservación de la Universidad de Columbia.

## Carrera profesional
Después de graduarse, trabajó como consultora y asesora de proyectos del Programa de las Naciones Unidas para el Medio Ambiente (PNUMA) entre 2012 y 2017.
En el verano de 2017, se unió a la Persian Wildlife Heritage Foundation (PWHF), una organización ambiental iraní cofundada por Kavous Seyed-Emami y otros ambientalistas de Irán. PWHF es unaorganización sin ánimo de lucro supervisada por una junta de fideicomisarios y una junta ejecutiva cuyos miembros están bien versados en estrategias de conservación y gestión de recursos naturales. En Irán, trabajó en proyectos de vida silvestre, colocando cámaras trampa en siete provincias para monitorear al guepardo asiático especie en peligro crítico de extinción.

## Arresto y encarcelamiento
Bayani fue arrestada en enero de 2018 por el Cuerpo de la Guardia Revolucionaria Islámica, acusada de espionaje. A la vez que a ella arrestaron y encarcelaron a otros miembros de la PWHF como Kavous Seyed-Emami, Amir Hossein Khaleghi, Abdolreza Kouhpayeh, Hooman Jokar, Morad Tahabaz, Sam Rajabi, Sepideh Kashani y Taher Ghadirian. Según un informe de la BBC, Bayani fue separada y detenida en régimen de incomunicación durante ocho meses y sus interrogadores la torturaron e intimidaron con agresiones sexuales.
En 2019, Bayani escribió una carta abierta al ayatolá Alí Jamenei, describiendo el duro trato que le habían dado sus interrogadores. El 18 de febrero de 2020, BBC Persia publicó cartas que la Dra. Bayani había escrito desde la Prisión de Evin, en las que detallaba las torturas que iba sufriendo. Bayani señalaba que sus interrogadores le mostraron una foto de Kavous Seyed-Emami (el director del instituto ambiental para el que trabajaba y cuyo cuerpo fue encontrado en su celda de la prisión dos días después de su arresto por funcionarios que afirmaban que se había suicidado).
Fue juzgada en 2020 sin asistencia letrada y a pesar de sus reclamaciones.

## Presión internacional
El 14 de marzo de 2019 el Parlamento Europeo adoptó una resolución en la que condenaba las violaciones iraníes de derechos humanos, de la libertad de expresión, del derecho a un juicio justo, de la libertad de prensa, de la libertad de pensamiento y de la libertad de culto. En particular, el documento hace referencia al caso de la Dra. Bayani y los demás ambientalistas en el punto 14 instando a las autoridades iraníes a poner en libertad a todas las personas retenidas injustamente en sus cárceles por presunta comisión de delitos.
El Consejo de Derechos Humanos de las Naciones Unidas, el 28 de enero de 2020, publicó un informe sobre la situación de los derechos humanos en Irán, que expresa la preocupación del Relator Especial sobre la situación del respeto de los derechos humanos fundamentales. Un párrafo del documento se refiere al caso de los ocho ambientalistas detenidos, entre los que se encuentra Niloufar Bayani. Está acusada de “colaborar con el estado enemigo de Estados Unidos” y también ha sido condenada a reembolsar los ingresos percibidos como consultora y asesora de proyectos del Programa de las Naciones Unidas para el Medio Ambiente (PNUMA) entre 2012 y 2017. El Relator invitaba a las autoridades iraníes a garantizar el respeto al trabajo realizado por la comunidad científica en beneficio del país iraní.
Scholars at Risk (SAR) es una red internacional de instituciones e individuos que promueve la libertad académica y protege a los académicos de las amenazas a la libertad académica. El SAR ha estado apoyando activamente a la Dra. Bayani, por ejemplo, enviando cartas a las autoridades públicas en Irán, organizando seminarios de promoción en universidades y realizando actividades on-line a través de las redes sociales.

## Reacciones iraníes
Tras las revelaciones de Niloufar Bayani sobre el acoso sexual y psicológico de los interrogadores, la Fiscalía de Teherán negó las acusaciones, alegando que todos los procedimientos de interrogatorio habían sido grabados en video y vinculó el tema con acusaciones y acciones planificadas en vísperas de las elecciones. Afirmaba que el poder judicial era sensible a la dignidad de los acusados, los convictos y los presos.
La revelación del comportamiento de los interrogadores de inteligencia a Niloufar Bayani fue ampliamente difundida en redes sociales. El activista político reformista iraní Mustafa Tajzadeh escribió un comunicado en Twitter y pidió la verdad sobre el caso de Bayani y el castigo de los perpetradores de la violencia.